# Fighting Clowns
Albums de The Firesign Theatre
Nick Danger: The Case of the Missing Shoe Lawyer's Hospital
Fighting Clowns est le troisième album de la troupe comique américaine, The Firesign Theatre sorti en 1980 chez Rhino Entertainment.

## Liste des pistes
| 1.    | The Bozos Song           | 5:50 |
| 2.    | The Four Gobs            | 4:30 |
| 3.    | The 8 Shoes              | 1:45 |
| 4.    | In The Hot Tub           | 3:15 |
| 5.    | Hey, Reagan              | 3:45 |
| 6.    | In The War Zone          | 1:55 |
| 7.    | Oh, Afghanistan          | 4:00 |
| 8.    | In The Alley             | 2:40 |
| 9.    | Violent Juvenile Freaks  | 4:15 |
| 10.   | In The Hot Tub, Again    | 1:50 |
| 11.   | This Bus Won't Go To War | 3:30 |
| 12.   | Jimmy Carter             |      |
| 38:50 |                          |      |